# Eugenio di Savoia
«Еудженіо ді Савойя» (італ. Eugenio di Savoia) — військовий корабель, легкий крейсер типу «Дука д'Аоста» Королівських ВМС Італії за часів Другої світової війни та післявоєнний час у складі Грецьких ВМС.

## Історія створення
«Еудженіо ді Савойя» був закладений 6 липня 1933 року на верфі компанії Ansaldo в Генуї. Спущений на воду 16 березня 1935 року, 16 червня 1936 року увійшов до складу Королівських ВМС Італії.

## Історія служби
Після проведення випробувань та курсу бойової підготовки «Еудженіо ді Савойя» був зарахований до складу 7-ї дивізії крейсерів.
Брав участь у підтримці франкістів під час громадянської війни в Іспанії, супроводжуючи транспорти зі зброєю та проводячи розвідку.
Наприкінці 1938 року був запланований навколосвітній похід крейсерів «Дука д'Аоста» та «Еудженіо ді Савойя». 5 листопада 1938 року крейсери вийшли з Неаполя. Вони перетнули Атлантику та відвідали низку портів Південної Америки та країн басейну Карибського моря. Але через загострення ситуації в Європі у березні 1939 року кораблі були відкликані в Італію.

### Друга світова війна
Після вступу Італії у Друг світову війну у червні 1940 року «Еудженіо ді Савойя» брав участь у бою біля Калабрії. Наприкінці серпня брав участь в операції по протидії британській операції з постачання Мальти. Надалі крейсер здійснював нечасті виходи в море для навчань та міжбазових переходів. У грудні 1940 року разом з крейсером «Раймондо Монтекукколі» та есмінцями типу «Навігаторі» обстріляв грецькі позицію поблизу Лукова.
У квітні-червні 1941 року крейсер брав участь у постановці мінних полів у Сицилійській протоці та поблизу Триполі. Восени крейсер пройшов поточний ремонт, який закінчився у березні 1942 року.
В березні-квітні 1942 року «Еудженіо ді Савойя» брав участь в операціях з проводки конвоїв у Північну Африку. 
У червні 1942 року крейсер брав участь в операціях «Гарпун» та «Вігорос». У серпні він брав участь в операції «Меццо Агосто»  з перехвату британського конвою «П'єдестал».
У другій половині 1942 року активність італійського флоту різко знизилась через паливну кризу, і «Еудженіо ді Савойя» практично не виходив у море. 4 грудня крейсер перебував на рейді Неаполя, американська авіація атакувала місто та порт. Під час атаки крейсер був пошкоджений, ремонт тривав до кінця березня 1943 року.
4-5 серпня 1943 року «Еудженіо ді Савойя» та «Раймондо Монтекукколі» здійснювали нічний пошук біля узбережжя Сицилії, під час якого відбулось зіткнення з кораблями союзників.
Після капітуляції Італії 9 вересня 1943 року «Еудженіо ді Савойя» прибув на Мальту, 16 вересня він був переведений в Александрію. Надалі «Еудженіо ді Савойя» використовувався як навчальний корабель.

### Післявоєнна служба
На Паризькій мирній конференції 1947 року було вирішено, що крейсер «Еудженіо ді Савойя» має бути переданий Греції як репарація. Виконання цього рішення затягнулось, і лише 1 липня 1951 року корабель був включений до складу  ВМС Греції. Він був останнім італійським кораблем, переданим по репарації.
У складі ВМС Греції корабель отримав ім'я «Еллі ΙΙ», на честь крейсера «Еллі», потопленого італійським підводним човном «Дельфіно» 15 серпня 1940 року. 
На крейсері «Еллі» король Греції Павло I здійснив візити в Туреччину, Югославію, Францію та Ліван.
Крейсер прослужив до 1965 року, після чого був виключений зі складу флоту та переобладнаний на плавучу тюрму.
У 1973 році корабель був проданий на брухт та розібраний у 1973-1974 роках.